# Vall-llobrega
Vall-llobrega település Spanyolországban, Girona tartományban. Vall-llobrega Mont-ras, Palamós és Forallac községekkel határos. Lakosainak száma 906 fő (2024).

## Népesség
A település népessége az elmúlt években az alábbi módon változott:
| Lakosok száma | 242  | 254  | 184  | 203  | 216  | 597  | 853  | 901  | 899  | 906  |
|               | 1787 | 1900 | 1940 | 1965 | 1991 | 2004 | 2009 | 2014 | 2019 | 2024 |